# Таши Вангмо
Таши Вангмо (англ. Tashi Wangmo; род. 19 февраля 1973, Канглунг, Трашиганг) — бутанский политик, член Национального совета Бутана с 2008 по настоящее время (в течение созывов 2008-2013, 2013-2018, 2018-н/вр).

## Биография
В 1998 году окончила с отличием Вуллонгонгский университет (Австралия), получив степень бакалавра по машиностроению. Трудовую деятельность начала как ассистент инженера в Департаменте гражданской авиации Бутана в 1999-2000 годах. В 2000-2003 годах работала как англ. Planning Officer в англ. National Technical Training Authority. В 2003 получила степень магистра государственной политики Национального института политических исследований (GRIPS, Токио, Япония, 2003).  В 2003-2008 работала на различных должностях в Министерстве труда и людских ресурсов Бутана.
В течение трёх сроков (2008-2013, 2013-2018, 2018-н/вр) Король Бутана назначал её членом Национального совета Бутана по квоте Короля. За время службы членом Национального совета Бутана была Председателем комитета по социальным и культурным вопросам (в 2008-2009) и Председателем комитета по надлежащему управлению.
В 2014 году награждена премией выдающихся выпускников от Вуллонгонгского университета.